# سبخة وهران
سبخة وهران هي عبارة عن بحيرة كبيرة من المياه المالحة تقع في الجنوب الغربي لولاية وهران

## مفهوم السبخة
- لغويا : السبخة كلمة عربية تعني «الأرض المالحة» أو «البحيرة المالحة».
- علميا : السبخة هي عبارة عن حوض مائي تسريبي غير ممتلئ بالماء عادة، أو بمعنى آخر هي عبارة عن بقابا حوض مائي جوفي تكون أرضيته رطبة وطرية في الشتاء بفعل تساقط الأمطار، وتكون جافة صيفا بفعل ارتفاع الحرارة.

## معلومات عن سبخة وهران
- البلد:  الجزائر.
- الولاية:ولاية وهران
- الموقع: تقع جنوب غرب ولاية وهران تحدها في الشمال الشرقي بلدية السانية وشمالا بلدية مسرغين وبلدية بوتليليس في الشمال الغربي وولاية عين تموشنت غربا وبلدية الكرمة شرقا وولاية سيدي بلعباس جنوبا.
- المساحة: يمتد حوضها على مساحة 56.870 هكتار تقريبا، وتشغل مساحة كبيرة من بلدية مسرغين وجزء صغير من ولاية عين تموشنت.
- الارتفاع عن سطح البحر: حوالي 80 مترا.
- البعد عن البحر: تبعد عن ساحل البحر الأبيض المتوسط بحوالي 10 كم جنوبا.
- العمق: يزيد عمقها كلما إتجهنا غربا.
- تقع سبخة وهران في منطقة سهلية بها أراض زراعية.
- تزداد مياه السبخة وتتوسع على حساب بعض الأراضي المجاورة لها - خاصة المنخفضة منها - في فصل الشتاء بسبب سقوط الأمطار، لكن درجة حرارة فصل الصيف المرتفعة تساهم في تبخر مياه السبخة وتقليل المياه فيها.

## النباتات
تعتبر النباتات المحبة للملوحة في هذه السبخة الكبيرة موضوعًا للعديد من الدراسات العلمية المتعمقة.
الأحواض العميقة التي تحيط بهذه السبخة هي أغطية لغابات دبوس حلب والأوكالبتوس والشين لييج والثويا.

## الحيوانات
العديد من الطيور المهاجرة تعيش في المناطق الرطبة في غرب وهران . ينبع اللاك من اثنتين من العناصر المهمة التي تبتعد عن 1٪ دوليًا: الورد المشتعل وتادورني دي بيلون.
في فبراير 1972، على سبيل المثال، 1450 شعلة ولم يتم تحديدها. بناءً على الموارد الغذائية المتاحة، يمكن أن ينتقل هذا الطعام بين هذه البحيرة ومراعي ماكتا وسبخة أرزيو (جونسون، بالمعنى الحرفي).

## سبخات أخرى
بالإضافة إلى سبخة وهران يوجد العديد من السبخات المنتشرة في ولاية وهران من أكبرها وأشهرها: سبخة «البحيرة الصغيرة» التي تقع في جنوب بلدية وهران وشمال بلدية السانية، و«سبخة أرزيو» التي تقع في شرق الولاية وسبخة تلامين.

## معرض الصور

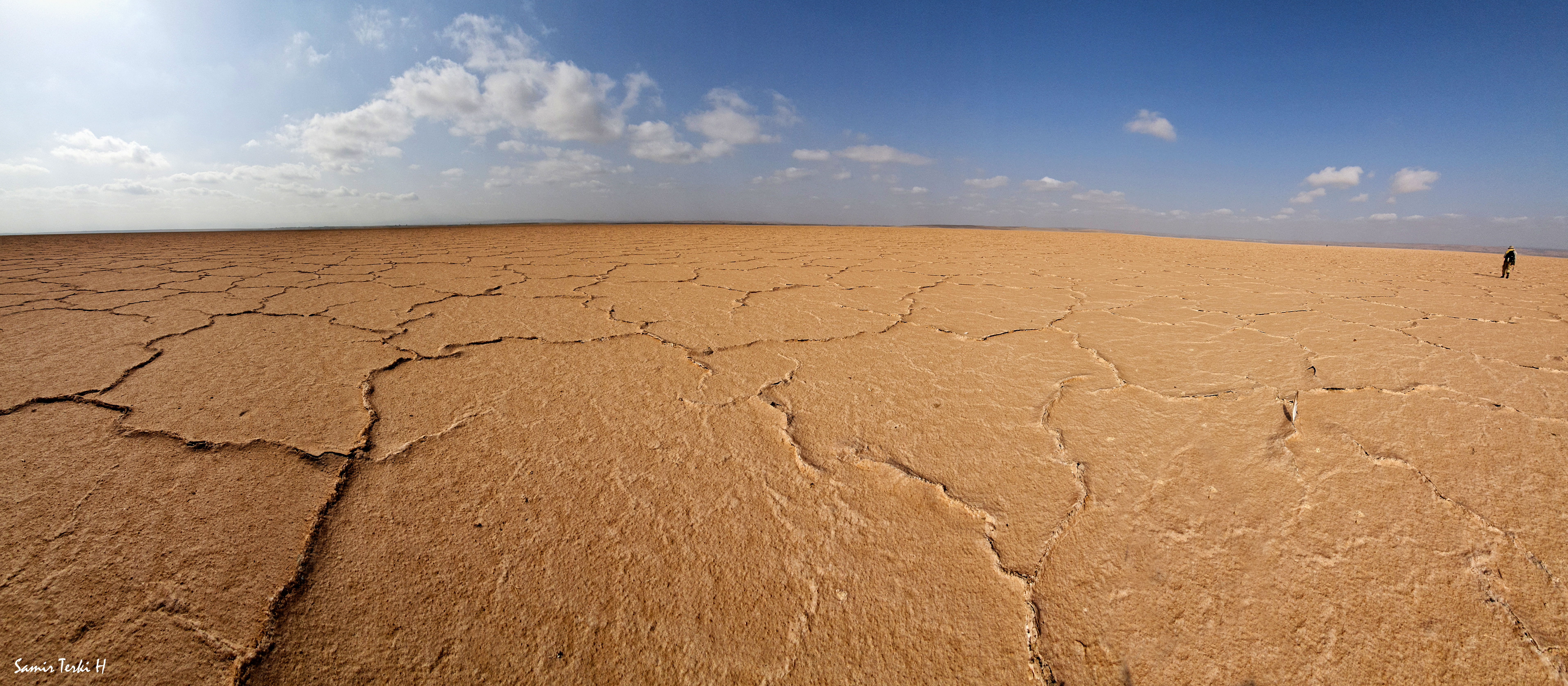
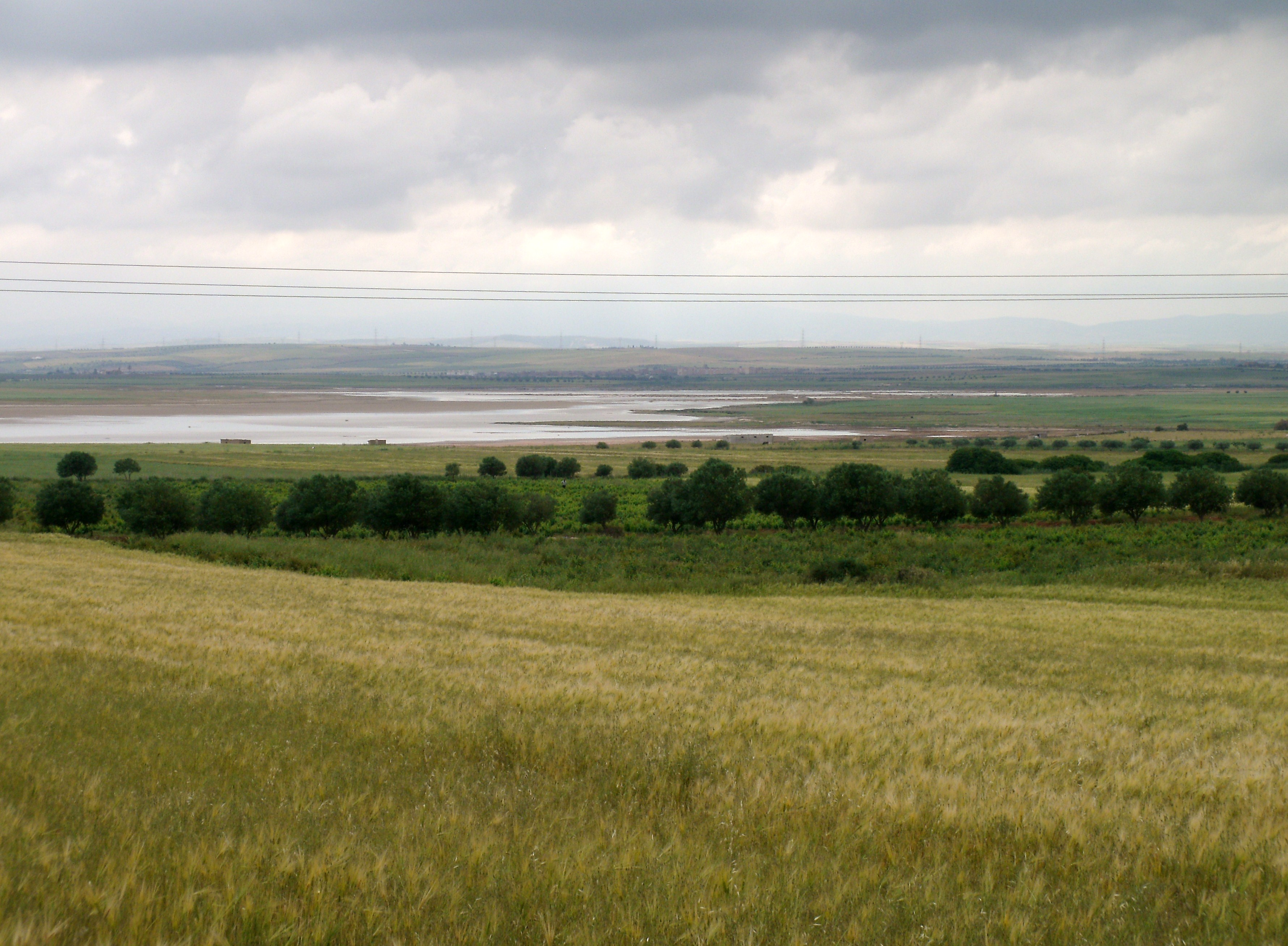
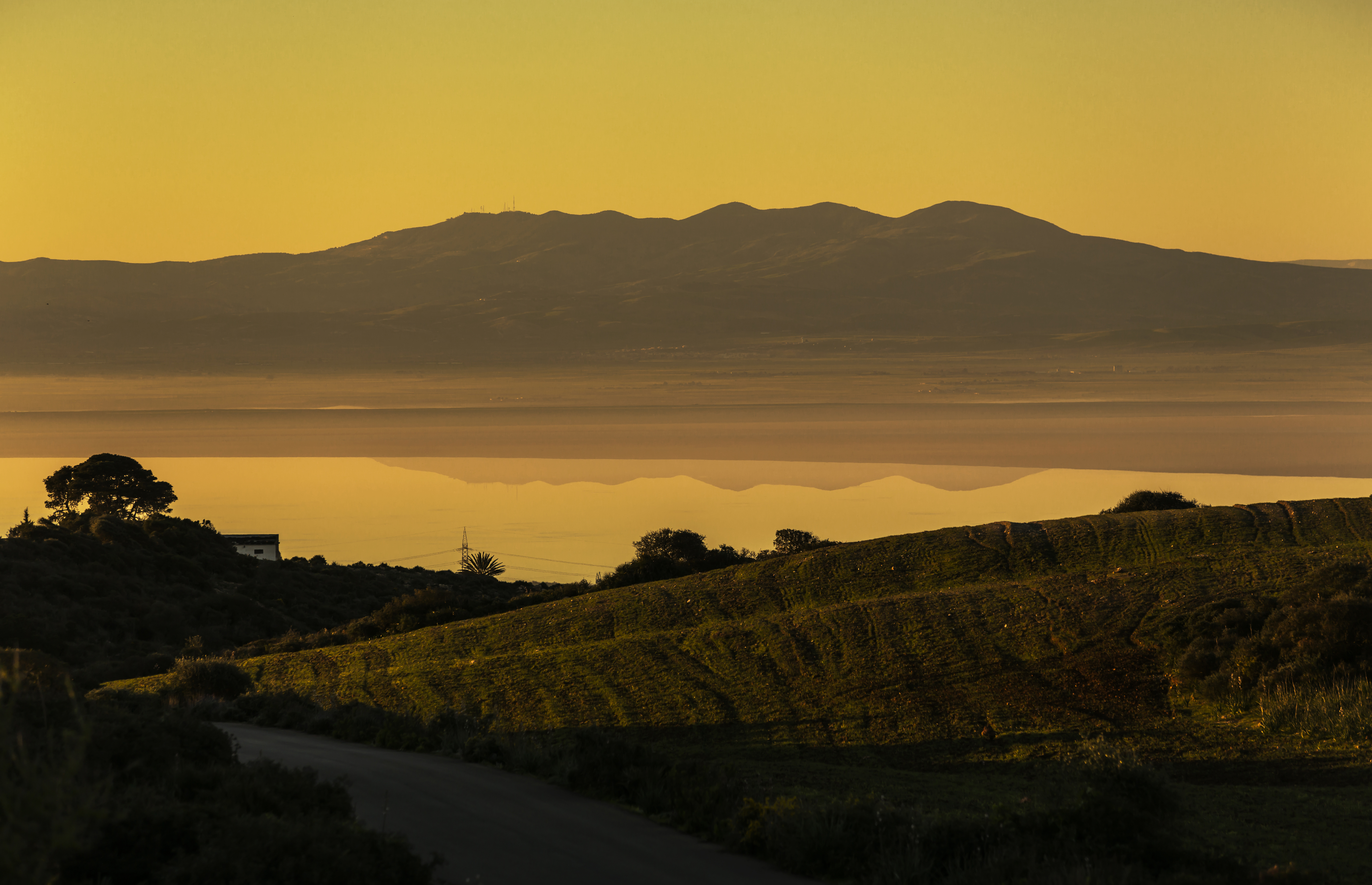

## طالع أبضا
- سبخة